# نان بورودینسکی
نان بورودینسکی (روسی: бородинский хлеб borodinskiy khleb) یا نان بورودینو، یک نان خمیر ترش نان چاودار قهوه‌ای تیره با منشأ روسیه است که به‌طور سنتی با ملَس شیرین و با دانه‌های گشنیز و زیره سیاه طعم‌دار می‌شود.

## طرز تهیه
نان بورودینسکی به‌طور سنتی (با دستورالعمل مشخص‌شده توسط استاندارد ГОСТ ۵۳۰۹–۵۰) از مخلوطی شامل حداقل ۸۰٪ وزن آرد چاودار کامل و حدود ۱۵٪ آرد گندم درجه دوم و حدود ۵٪ مالت چاودار یا به ندرت جو تهیه می‌شود. این نان اغلب با خمیر شروع‌کننده‌ای جداگانه (مثل خمیر پفی) مخمرزایی می‌شود؛ به این صورت که آرد با آب داغ تقریباً جوشان (۹۵–۹۶ درجه سانتی‌گراد) رقیق شده و پس از خنک‌شدن مخلوط تا ۶۵–۶۷ درجه سانتی‌گراد، مخمر اضافه می‌شود، اما اغلب با استفاده از خمیرهای قبلی به جای مخمر خشک تلقیح می‌گردد. سپس با ساکارز ملَس شیرین و رنگی شده و با نمک و ادویه طعم‌دار می‌شود که دانه گشنیز ضروری و زیره اختیاری اما محبوب است. دستورهای مدرن معمولاً ۱۰۰٪ چاودار کامل هستند.
نوعی از بورودینسکی به نام ”سوپریم” شامل ۱۰۰٪ چاودار (۸۵٪ چاودار کامل و ۱۵٪ آرد چاودار سفید) طبق دستور پیشا-GOST موجود در کتاب ۱۹۴۰ P.M. Plotnikov & M.F. Kolesnikov با عنوان 350 Varieties of Bread وجود دارد.

## افسانهٔ منشأ
چندین افسانه در مورد ریشه‌شناسی وجود دارد. مشهورترین آن می‌گوید نام این نان از مارگاریتا توچکوا، بیوهٔ ژنرال جنگ‌های ناپلئونی الکساندر توچکوف، که در نبرد بورودینو کشته شد، گرفته شده است. بیوه او صومعه‌ای در میدان نبرد سابق تأسیس کرد و بعدها راهبه ارشد آن شد و راهبه‌ها ظاهراً این نان را برای مراسم سوگواری تهیه می‌کردند؛ از این رو رنگ تیره و جدی و دانه‌های گرد گشنیز نماد گلوله خوشه‌ای مرگبار هستند.
افسانهٔ دیگری که این نان را به نبرد بورودینو مرتبط می‌کند، به واگنی غذا اشاره دارد که حاوی زیره و آرد چاودار بود و توسط توپ منفجر شد، و مردم محلی مجبور شدند مواد را جمع‌آوری کرده و برای اولین بار با هم استفاده کنند.
نسخهٔ سوم می‌گوید آهنگساز و شیمیدان الکساندر برودین ایدهٔ این نان را از ایتالیا به مسکو آورد، جایی که به نانوایی محلی علاقه‌مند شد. از آنجا که چاودار در جنوب اروپا به‌طور گسترده کشت نمی‌شد، این نسخه به‌راحتی رد می‌شود.
هیچ منبعی از این افسانه‌ها پشتیبانی نمی‌کند و نام این نان احتمالاً بعد از انقلاب اکتبر (۱۹۱۷) ظاهر شده است، زیرا قبل از ۱۹۲۰ هیچ اشاره‌ای به آن نشده است. در واقع، دستور مدرن قبل از ۱۹۳۳ در چاپ ظاهر نشده و ابتدا در یادداشت‌های داخلی یک کارخانهٔ نان‌پزی مسکو منتشر شد. با این حال، در ادبیات نان‌پزی اواخر قرن نوزدهم، چندین دستور مشابه وجود دارد، اگرچه دانه‌های زیره معمولاً به جای گشنیز استفاده می‌شدند.